# Accord de libre-échange entre la Corée du Sud et la Turquie
 (juin 2016).
L'accord de libre-échange entre la Corée du Sud et la Turquie est un accord signé le 1er août 2012 , et entré en application le 1er mai 2013.
Cet accord a pour objectif la suppression des droits de douane sur les produits industriels. Pour y parvenir, il exige une diminution graduelle des droits de douane pendant 7 ans sur les produits industriels, ainsi que sur une grande partie des produits agricoles après une diminution graduelle de 10 ans,.
En 2015, un amendement concernant les services, notamment culturels, ainsi que ceux liés à l'environnement et de la construction, a été signé entre les deux parties.